# 박시윤
박시윤(朴恃奫, 1993년 9월 1일 ~ )은 대한민국의 성우로, CJ ENM 성우극회 공채 10기로 입사했다. 배우자는 같은 성우인 서정익이다.

## 투니버스
- 명탐정 코난 22기 - 채이서(29 ~ 30화)
- 뿌까 - 칭
- 나루토 질풍전 - 히메유리
- 벅스봇 이그니션 - 람프리마
- 유레카! 발명왕 키트 - 명랑더지, 제리
- 전설의 마법 쿠루쿠루 - 리릭, 시간의 여신
- 신비아파트: 고스트볼X의 탄생 두번째 이야기 - 지은, 입질쟁이
- 신비아파트 고스트볼 더블X -  사라, 블랙아이드(첫째)
- 신비아파트 크리스마스 특별편: 할머니의 소원, 북에서 온 밀동귀 - 밀동귀 / 만식
- 신비아파트 고스트볼Z - 사라
- 요괴워치 - 소독버섯, 왕두꺼비, 로제타스톤
- 요괴워치 섀도우 사이드 - 박서윤
- 도깨비언덕에 왜 왔니? - 아기 앵앵, 시랑 엄마
- 안녕! 보노보노 - 이짝이
- 카드캡터 체리 - 스위트
- 조조조 좀비군(조조좀비) - 조조
- 카드캡터 체리 클리어 카드 - 임선생님(치어리더부)
- 변신기차 로봇트레인 S2 - 베키, 엠마
- 보루토 - 스즈메노 나미다
- 레고 프렌즈 - 알리야
- 토마스와 친구들: 함께 달리자! - 디젤

## KBS
- 티티 체리 (KBS) - 용과(티티 용과)
- 다이노 파워즈 3 (KBS) - 티노

## KBS 키즈
- 티티 체리 스폐셜 (KBS 키즈) - 망고스틴, 딸기케이크요정
- 베리베리 뮤우뮤우 뉴 (KBS Kids) - 황푸링

## 타사
- 디지몬 어드벤처: (대원방송) - 팔몬, 니드몬, 릴리몬, 폰초몬
- SPY×FAMILY - 아냐 포저
- 헬로 카봇 붐바 (SBS) - 큐어밤밤
- 시크릿 쥬쥬 베스트프렌즈 - 베키
- 차징 탑스피너 (MBC) - 차신
- 새콤달콤 캐치! 티니핑 - 캔디핑
- 원더풀 프리큐어! (재능TV) - 강보리(큐어 원더풀)

## 영화 애니

### 극장판 애니메이션
- 꼬마곰 학교 제빵사 재키와 해님의 케이크 - 민디 할머니
- 짱구는 못말려 극장판: 신혼여행 허리케인 ~사라진 아빠~ - 가면족 공주
- 짱구는 못말려 극장판: 격돌! 낙서왕국과 얼추 네 명의 용사들 - 낙서왕의 공주
- 극장판 요괴워치: FOREVER FRIENDS - 연이 공주
- 리틀 뱀파이어
- 몬스터 신부: 101번째 프로포즈 - 바바라 공주
- 극장판 SPY×FAMILY CODE: White - 아냐 포저
- 드림쏭3 - 미아

### 외화
- 문나이트 - 웬디 스펙터(페르난다 안드라지)
- 미즈 마블 - 미즈 마블(이만 벨라니)

## 특촬물
- 미라클 멜로디 (투니버스) - 꼬옥피디
- 퓨어엔젤 미라클 매직 (투니버스) - 하니

## OST
- 프렌즈 Secret Friends - 이정은, 이다은, 이아름, 박시윤
- 베리베리 뮤우뮤우 뉴 오프닝/엔딩 - 장예나, 박시윤, 김하루, 이유리, 사문영
- 새콤달콤 캐치! 티니핑 엔딩 박시윤
- 원더풀 프리큐어! 오프닝